# Framed in Blood – The Very Blessed of the 69 Eyes
Framed in Blood – The Very Blessed of the 69 Eyes är det finska goth-rock bandet The 69 Eyes första samlingsalbum, utgivet 2003.

## Låtlista
1. "Brandon Lee" - 3:31
2. "Dance d'Amour" - 3:54
3. "Gothic Girl" - 4:27
4. "Wasting the Dawn" - 5:19
5. "Crashing High" -  3:54
6. "The Chair" - 4:10
7. "Velvet Touch" - 4:13
8. "Call Me" - 3:31
9. "Stolen Season" - 4:35
10. "Betty Blue" - 3:34
11. "Wrap Your Troubles in Dreams" - 4:55
12. "Framed in Blood" - 3:48
13. "Tang" - 3:28
14. "Too Much to Lose" - 3:08
15. "Still Waters Run Deep" - 4:09
16. "Ghettoway Car" - 2:58
17. "Lay Down Your Arms, Girl" - 3:39
18. "Babysitter" - 3:10